# Каза Нуова Чентовера (Пјаченца)
Каза Нуова Чентовера је насеље у Италији у округу Пјаченца, региону Емилија-Ромања.
Према процени из 2011. у насељу је живело 28 становника. Насеље се налази на надморској висини од 128 м.